# Atmoceras plumosa
Atmoceras plumosa là một loài bướm đêm trong họ Geometridae.